# 西區公眾貨物裝卸區

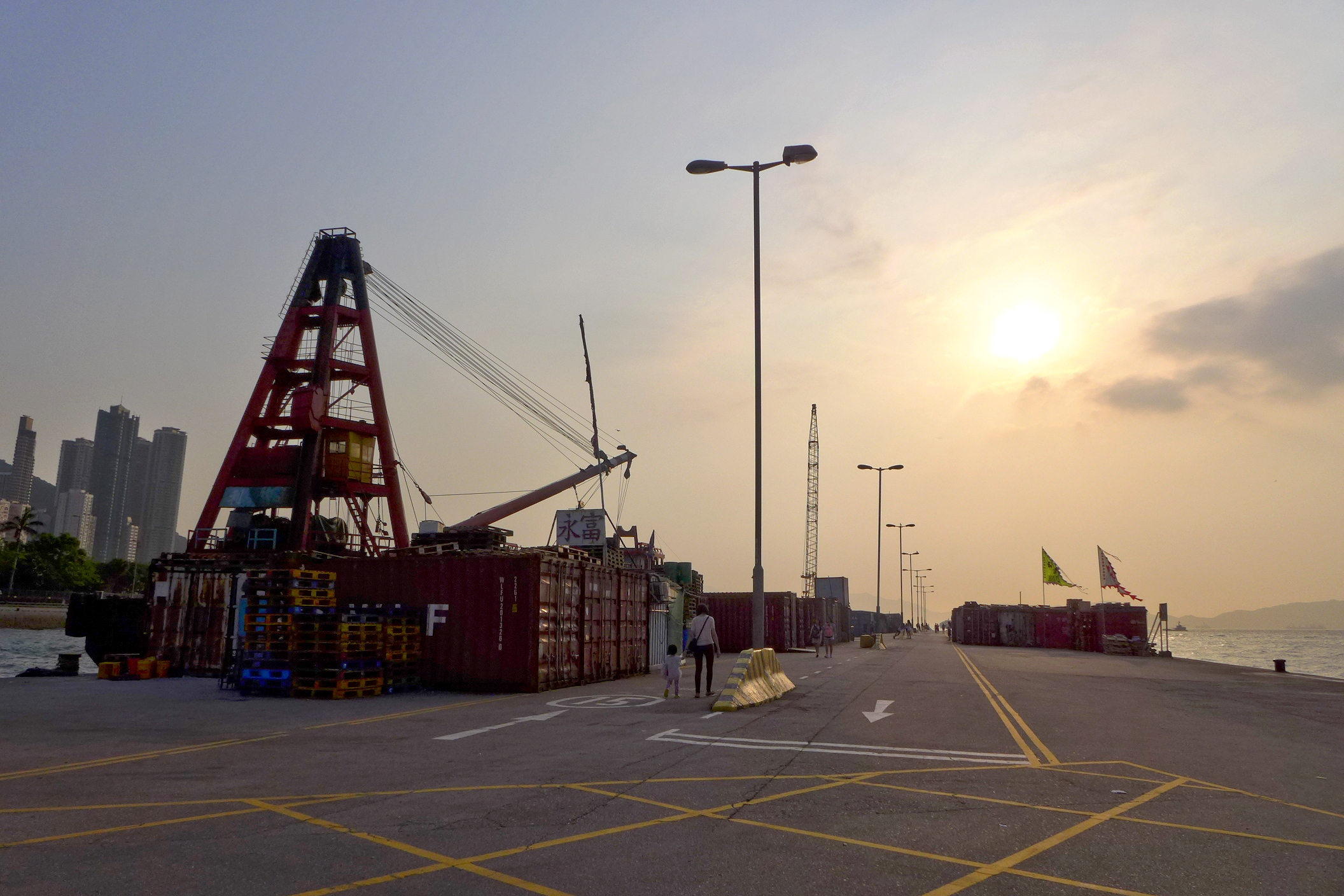
黃昏下的西區公眾貨物裝卸區

西區公眾貨物裝卸區（英語：Western District Public Cargo Working Area，又稱西區貨物裝卸區或西環碼頭）是香港一個公眾貨物裝卸區，位於香港島石塘咀干諾道西與山道之交匯處以西的海旁，臨近維多利亞港及硫磺海峽，鄰近西區副食品批發市場、屈地街電車廠、新堅尼地城游泳池及卑路乍灣公園。

## 用途
西區公眾貨物裝卸區於1981年4月啟用，於2010年11月縮減範圍，供港鐵西港島綫工程之用。縮減範圍後，西區公眾貨物裝卸區的面積為3.27公頃，長880米。另一方面，自1990年代起，裝卸區亦成為附近居民的休憩場所。雖然該處並無任何康樂設施，但由於空間感大，加上眺望維多利亞港，景色優美。近年吸引了附近以至區外市民來到該處遊覽、放狗、釣魚及散步。此外，由於該處部份路面凹凸不平，下雨後形成水窪，猶如鏡面般倒影維港，吸引不少攝影愛好者到場拍攝，有「香港天空之鏡」和「Instagram Pier」之稱，亦被團體獲選為優秀公共空間之一。
不過由於該處為貨物裝卸區，並非休憩空間，2014年11月起，海事處在閘門外貼上通告，警告非在該處工作的人士離開及禁止進入裝卸區。而原先為西區公眾貨物裝卸區劃出的卑路乍灣海濱長廊已經於2020年10月對外開放。

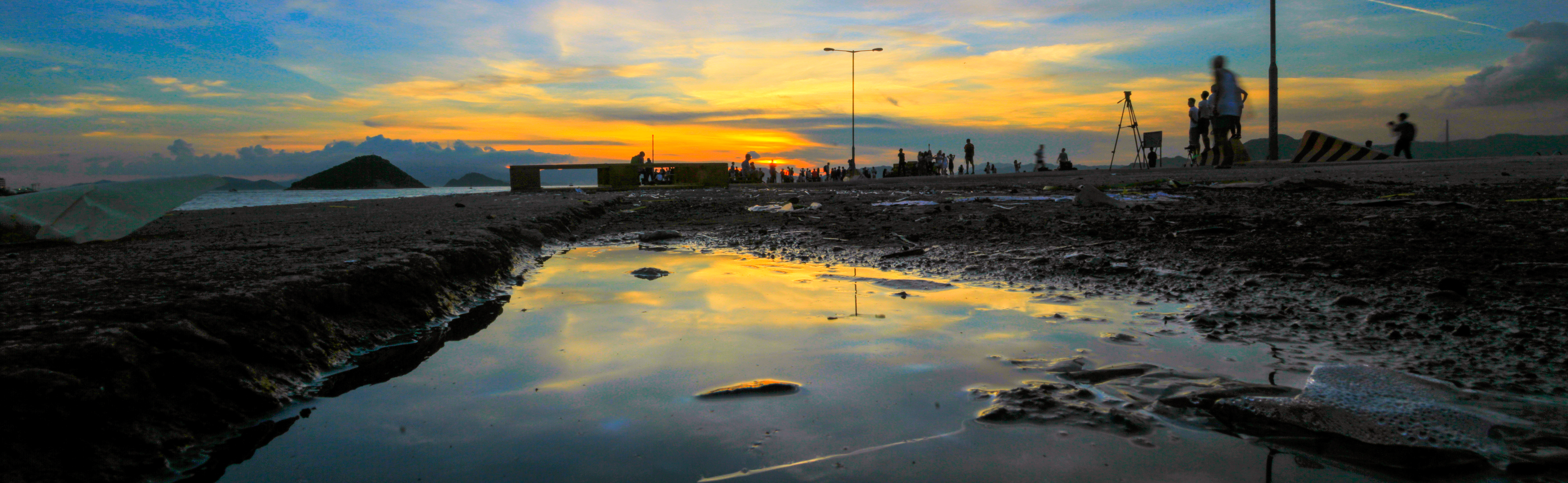
西區貨物裝卸區部份路面凹凸不平，形成「天空之鏡」

## 政府態度

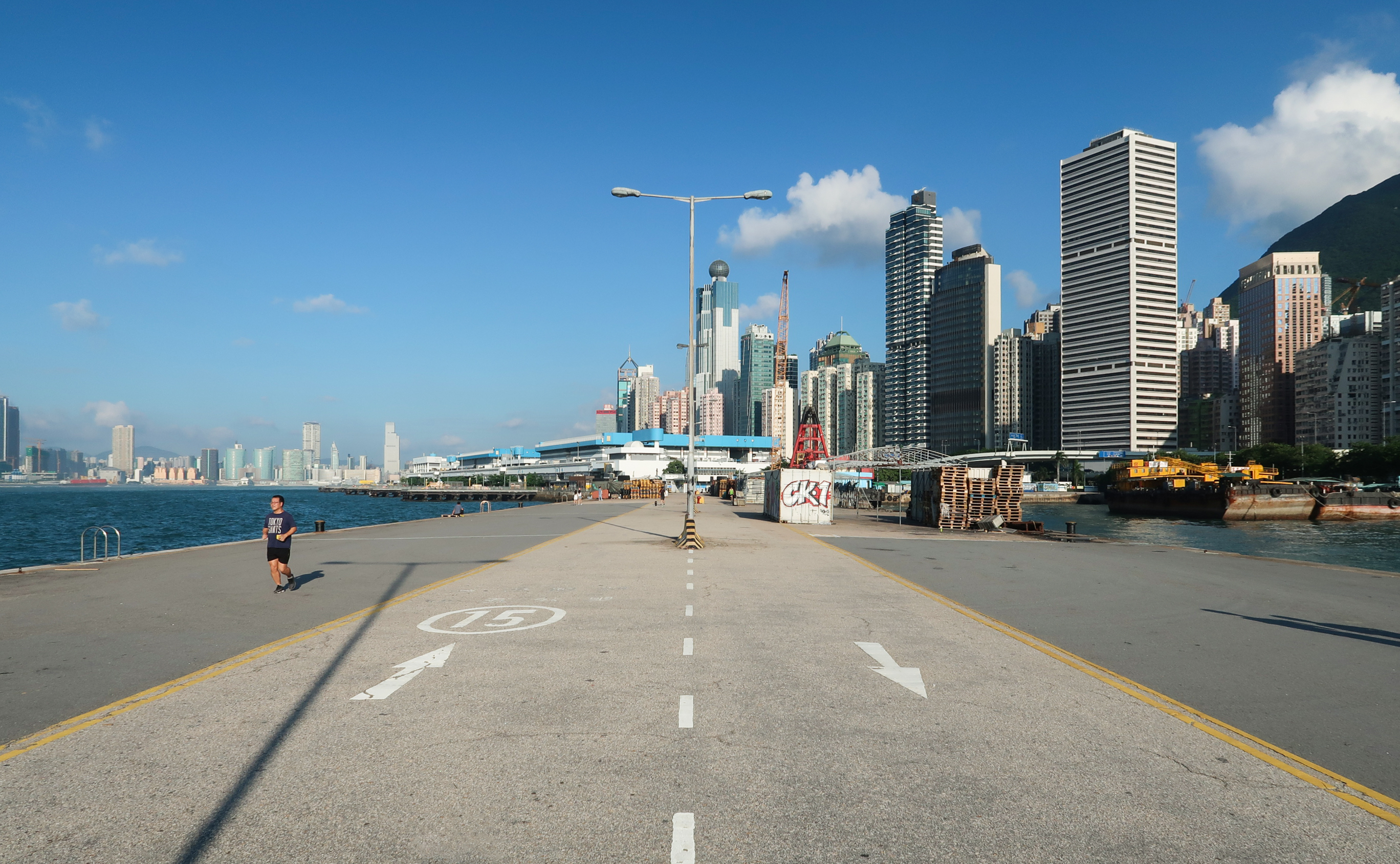
西區公眾貨物裝卸區吸引附近以至區外市民來到該處遊覽、放狗、釣魚及散步

2017年11月，《施政報告》提出海濱用地出租為社區園圃，引起中西區居民組織反對，認為政府剝削市民使用的公共空間，應先向居民諮詢。中西區民政事務處民政事務署專員黃何詠詩強調該處官方上未開放使用，必須加設安全措施，避免意外發生。
2018年1月，政府落實以短期租約形式把7,500平方米空間作社區園圃和其他相關設施。同時公佈兩個新方案：
- 方案一：參照觀塘海濱發展模式，由起動九龍東辦事處委託非牟利機構管理或社會企業營運，組織舉辦活動需事前申請
- 方案二：中標的營運機構管理2,000平方米的空間，改裝成都市園圃和加裝輔助設施，內容與方案一相同

至於餘下的5,500平方米空間交由政府負責設計和管理，並採用公園管理模式。出席區議會會議的市民和地區組織批評當局不願聽取民意。發展局強調西環碼頭一直不作開放，市民是非法擅入政府用地。
2021年3月1日，海事處以疫情為理由，在未有諮詢部門和區議員下，禁止公眾自由進入西區公眾貨物裝卸區，只有工作人員才可進入。中西區區議員葉錦龍批評政府無視區議會與政府部門之間的溝通機制，做事獨裁。區議員張啟昕指政府再容不下自主的社區空間，形容“我們已失去了社區的後花園。”而不少市民對有關的安排感到可惜。不過也有意見認為越來越多人進入該處，對環境衞生造成負面影響，亦影響正常卸貨工作。而記者發現碼頭的閘口處在2月28日上午圍封上鎖，市民不能進入。

## 未來發展
2018年的「明日大嶼願景」填海計劃公佈後，市民擔心處於港島西端的碼頭位置將會成為連接交椅洲人工島的隧道部份，因此亦有懷疑改作社區園圃只是政府為其舖路的前期工作。

## 相集

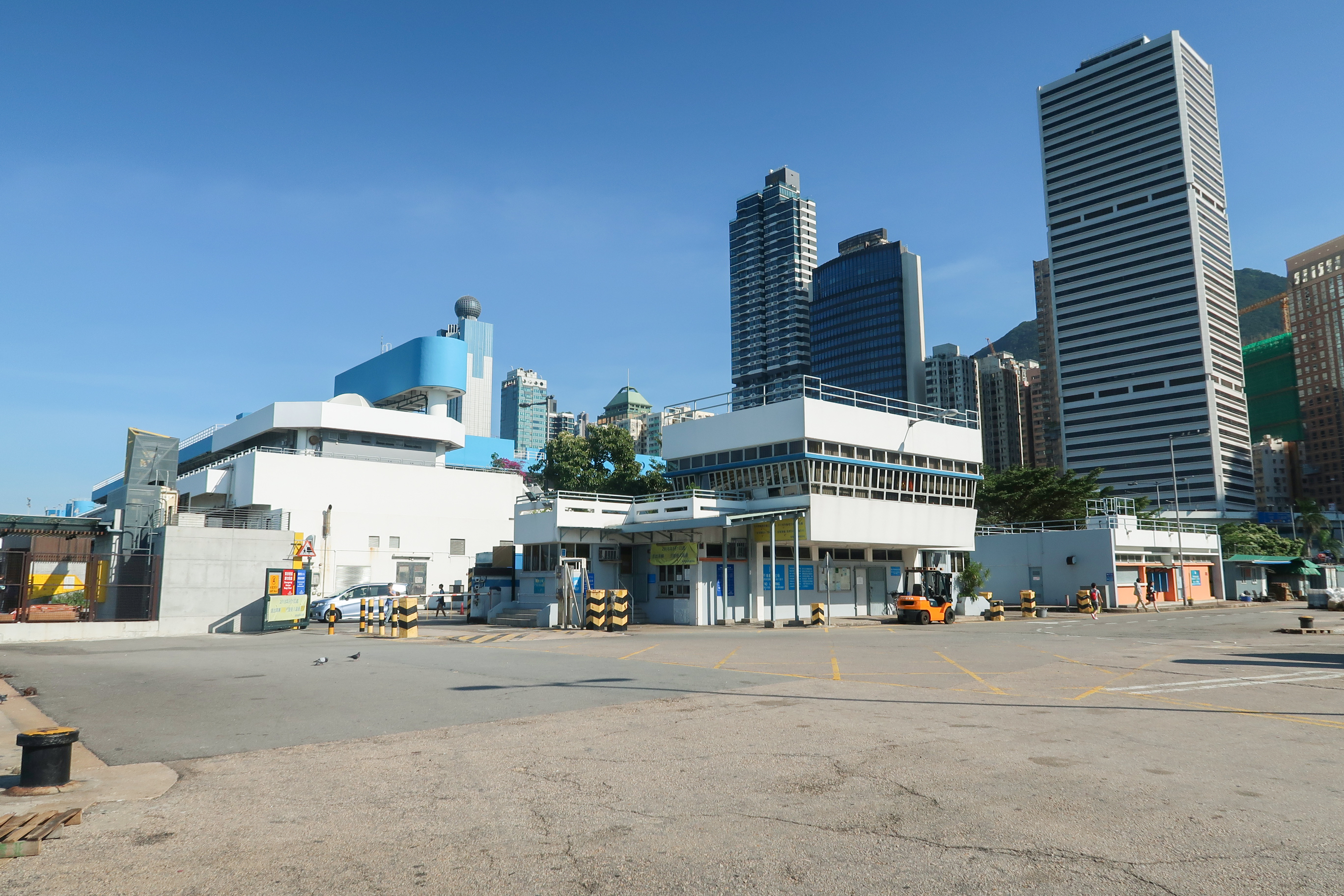
行政大樓
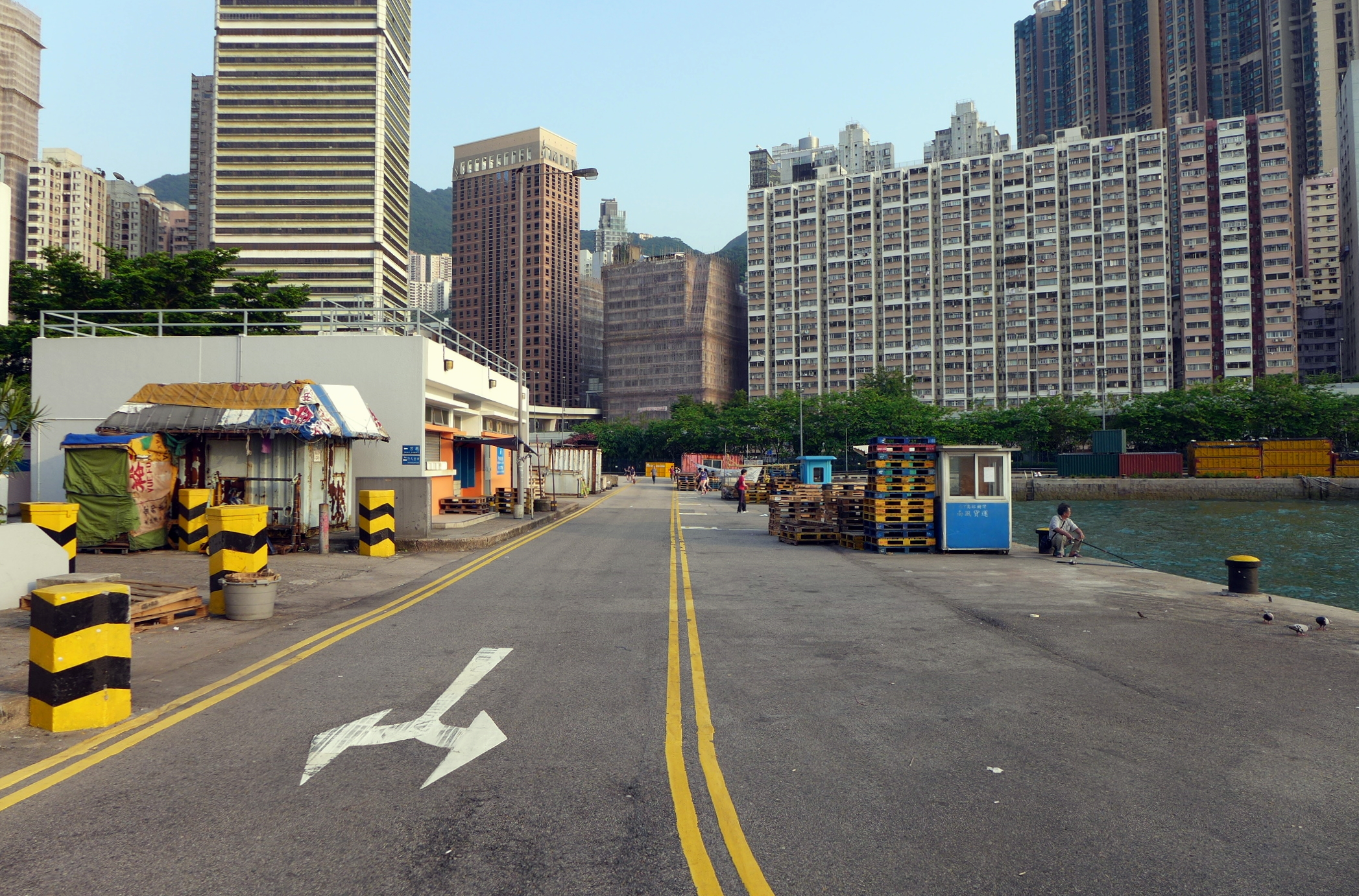
裝卸區行車道
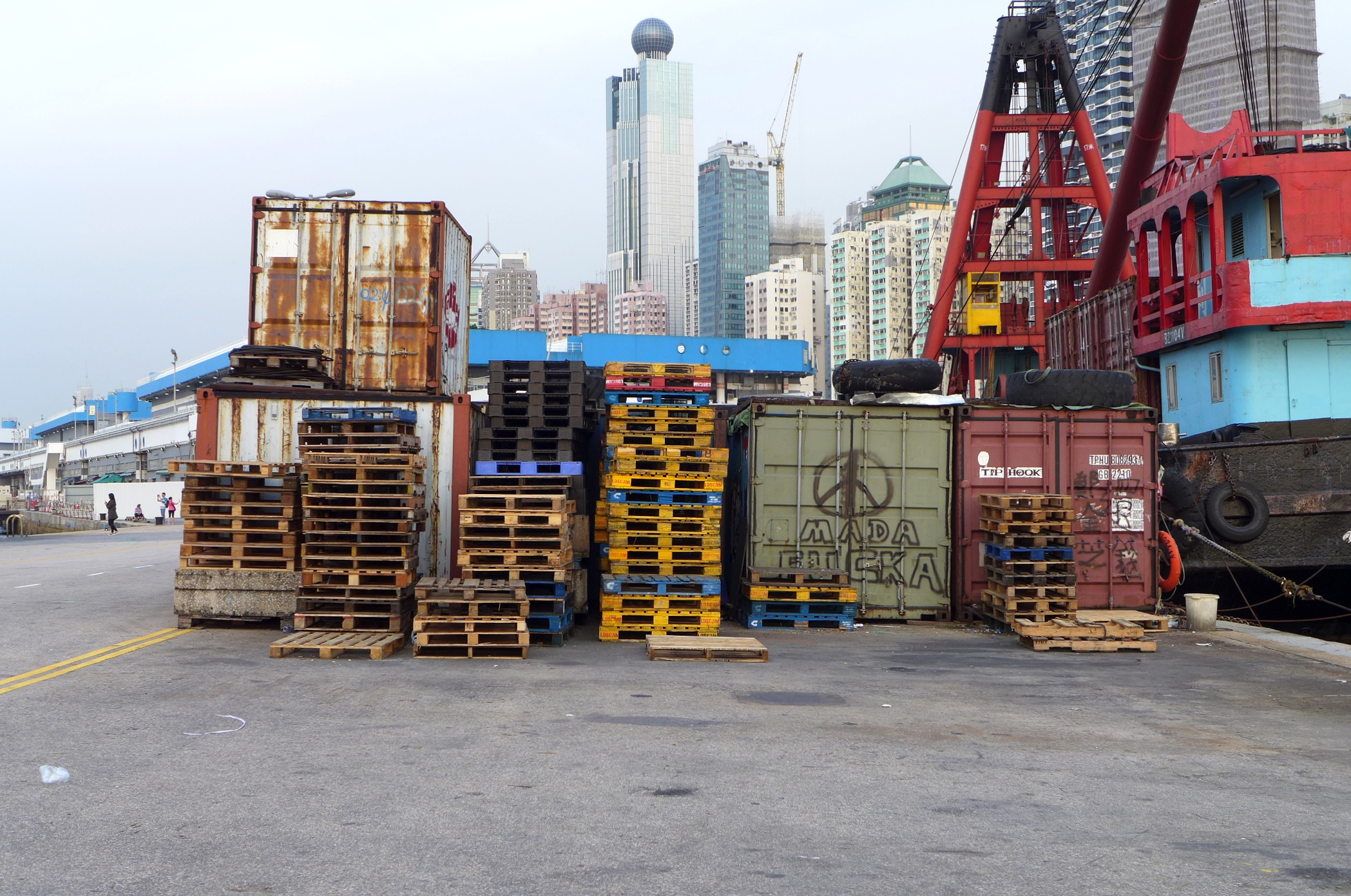
裝卸區的貨櫃油上了塗鴉
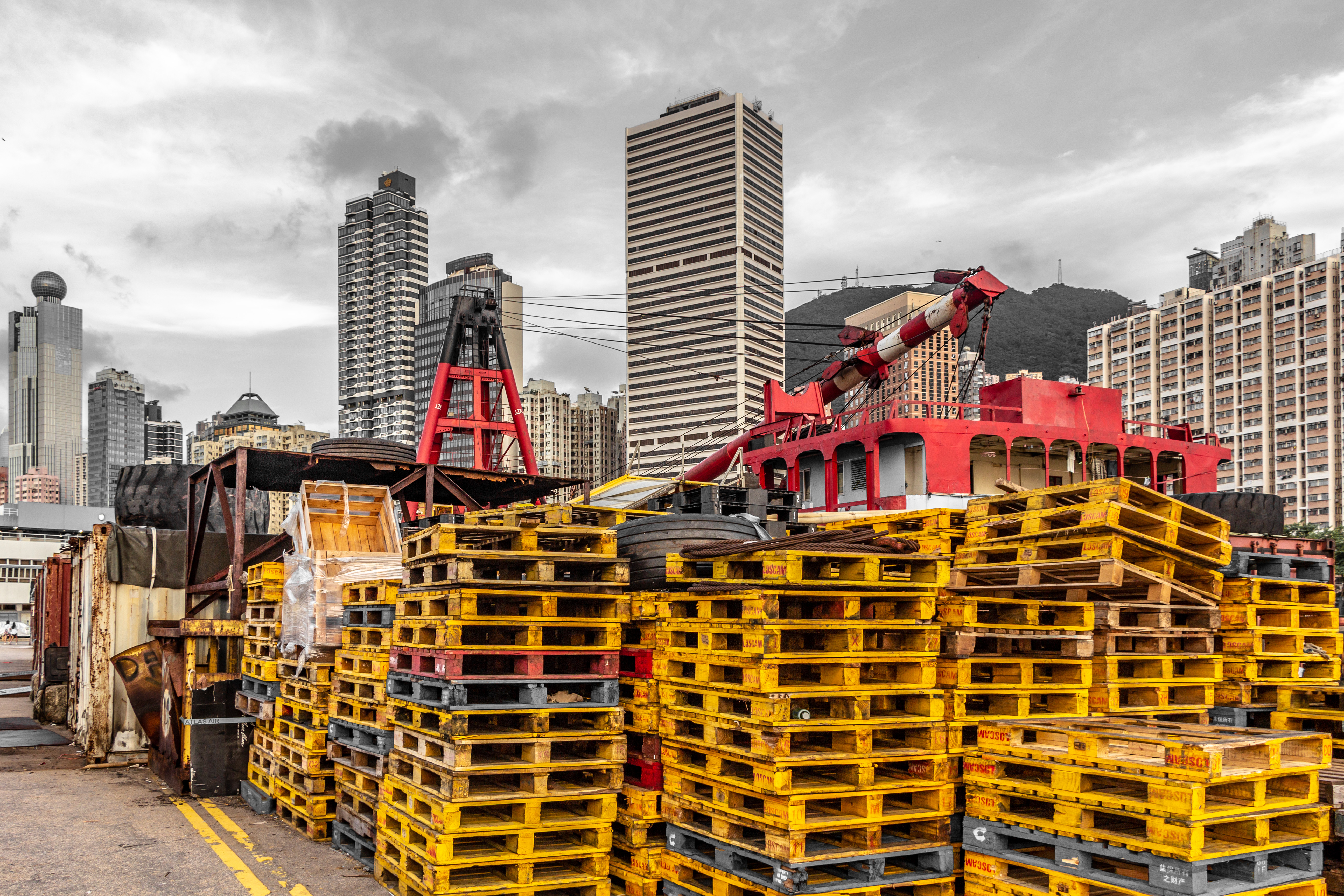
装卸区的货盘
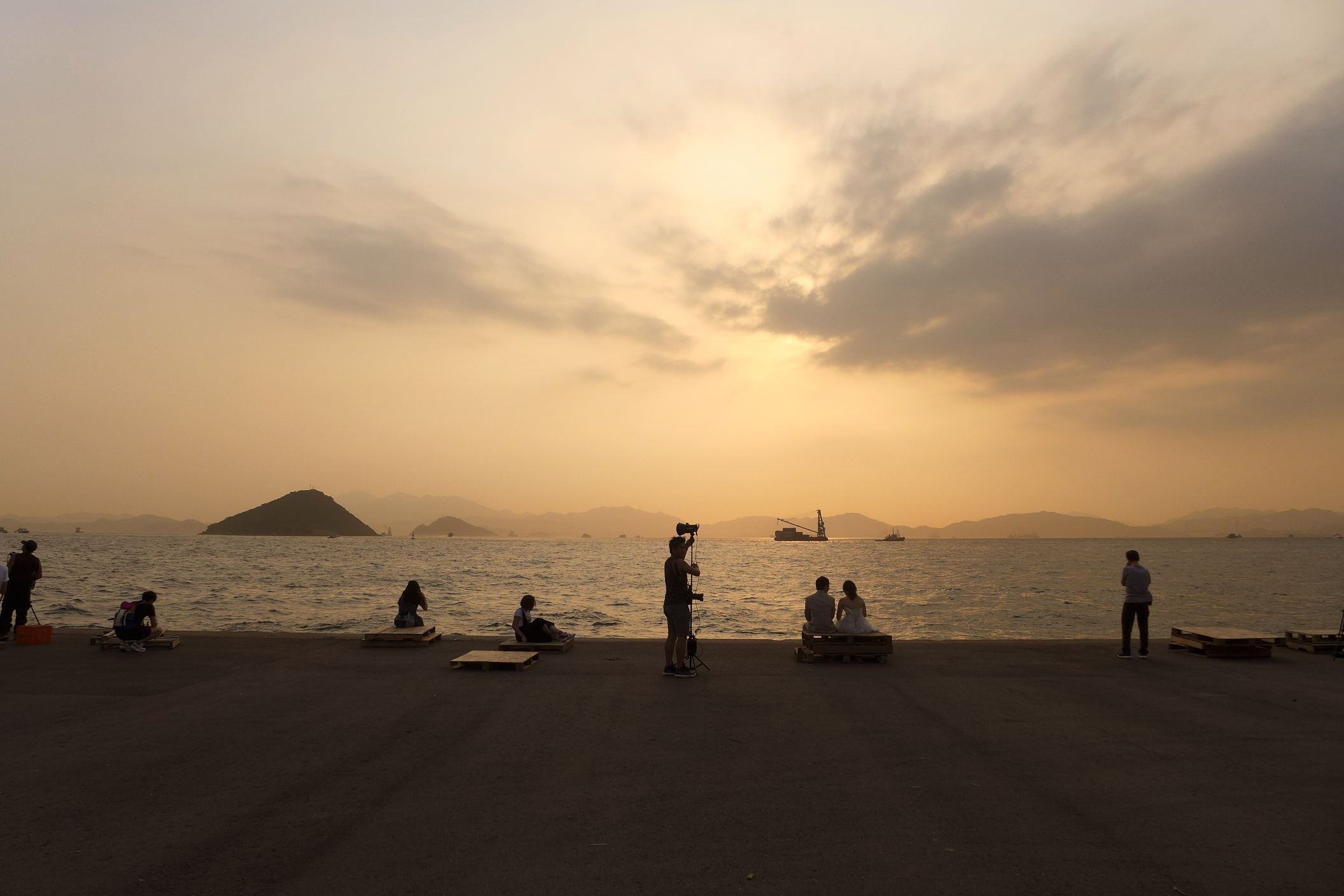
市民來到該處欣賞日落
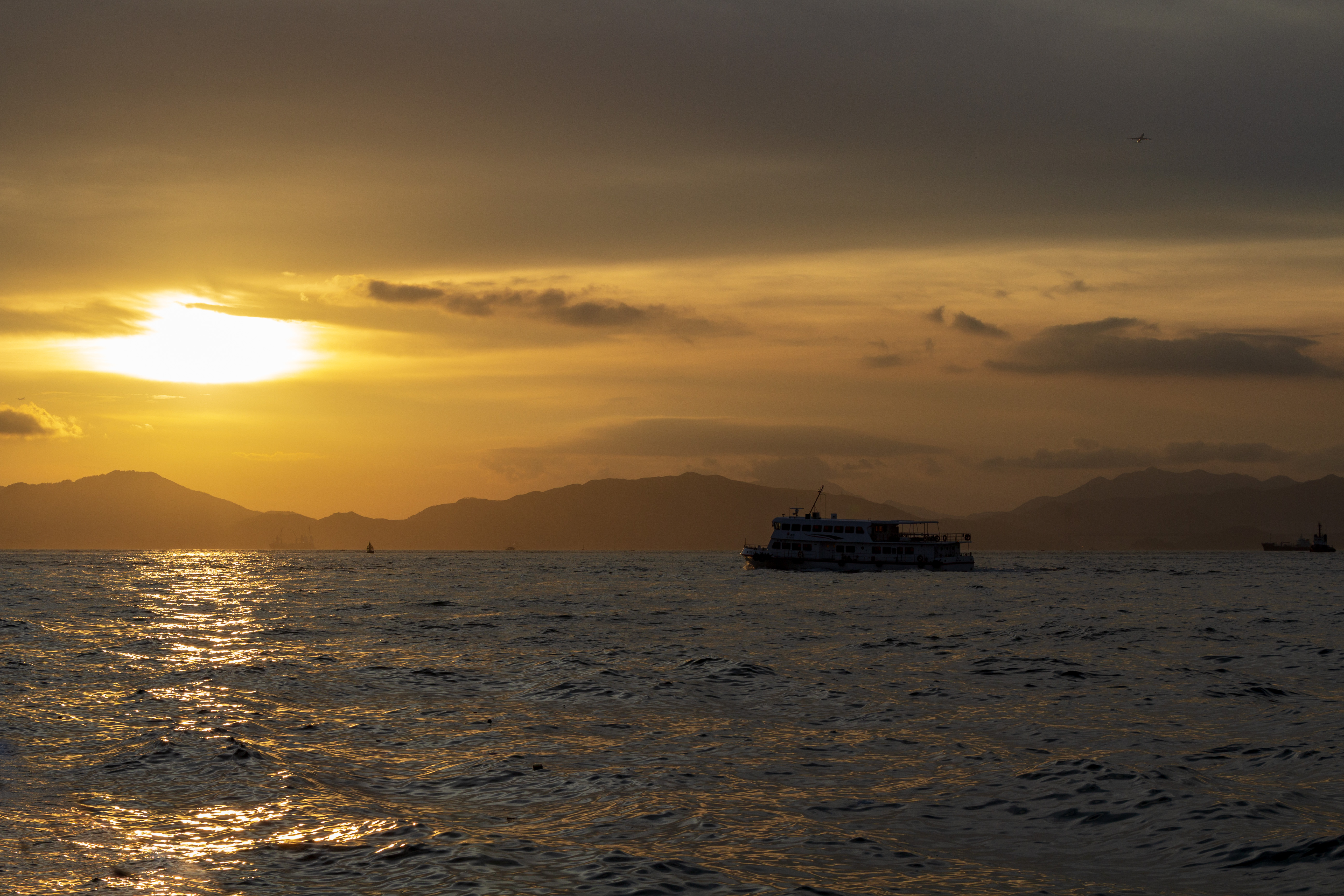
西环日落
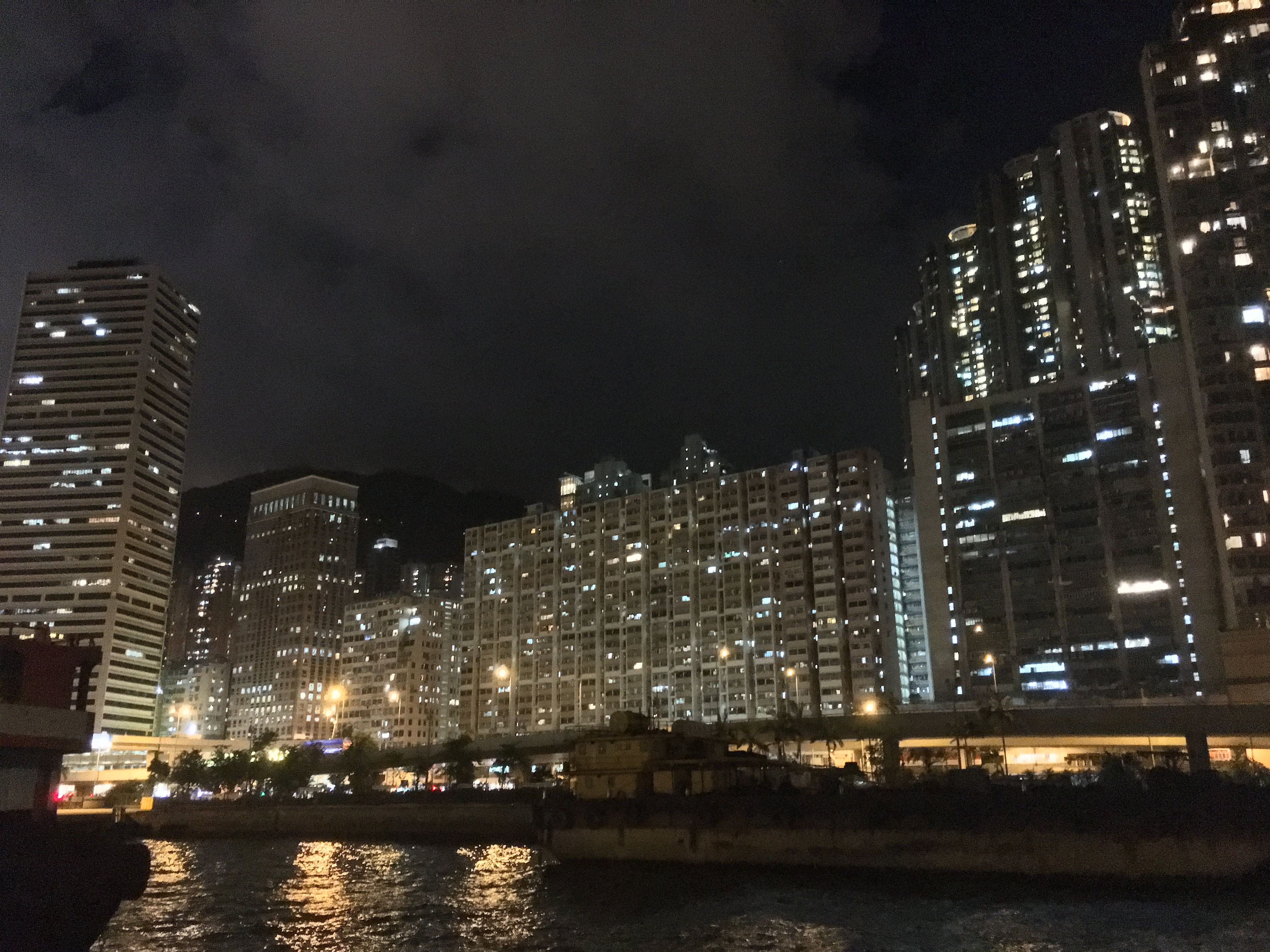
回望石塘咀夜景
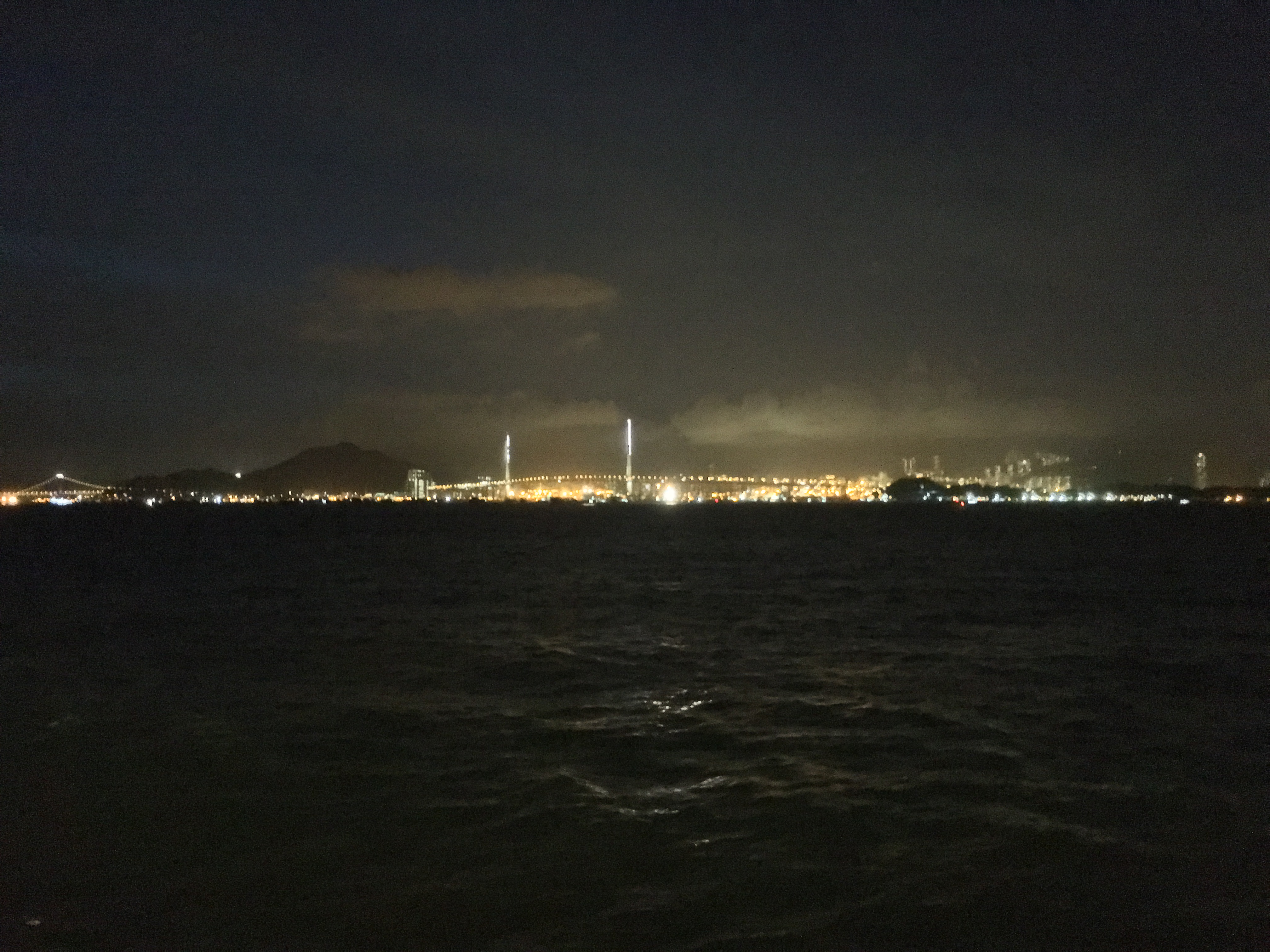
遠晀昂船洲大橋夜景
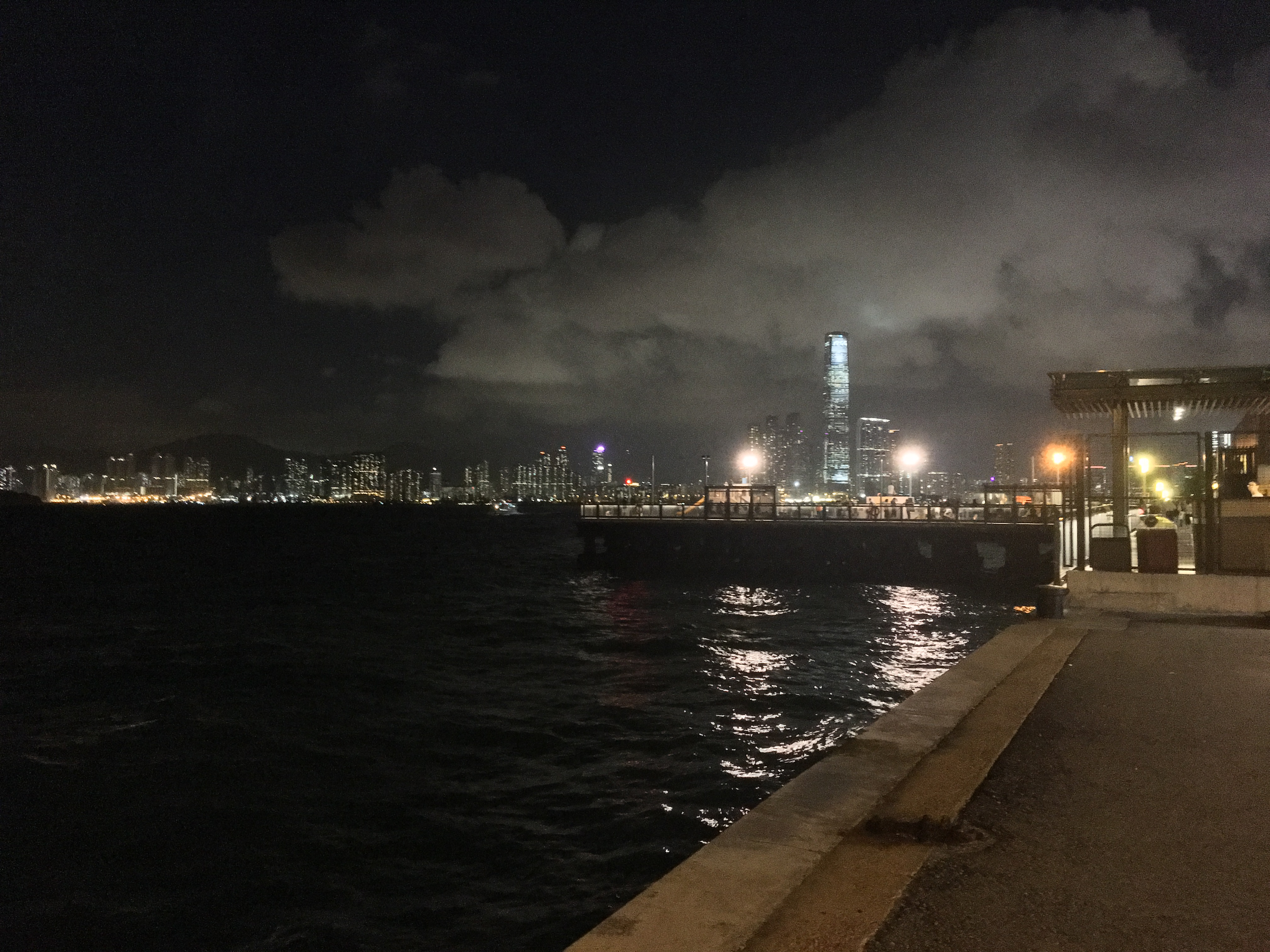
遠晀西九龍夜景

## 毗鄰海濱發展
2013年，中西區區議會在社區重點項目建議將碼頭海傍的西區副食品批發市場部分地段及其四個閒置碼頭活化。同年8月與香港大學城市規劃及設計學系合作制定「西區海濱概念性總體規劃」，為西區海濱的短、中及長期發展提出發展方案，碼頭區將設特色市集及瞭望塔，打造「香港海港西大門」。預計到2020年後才能完成。

## 外部連結
- 香港政府新聞公報：西區公眾貨物裝卸區新界線命令刊憲 （页面存档备份，存于），2010年7月8日
- 西環碼頭:天空之鏡以外的 ImageJoy （页面存档备份，存于），2014年9月3日